# Tanyidamani

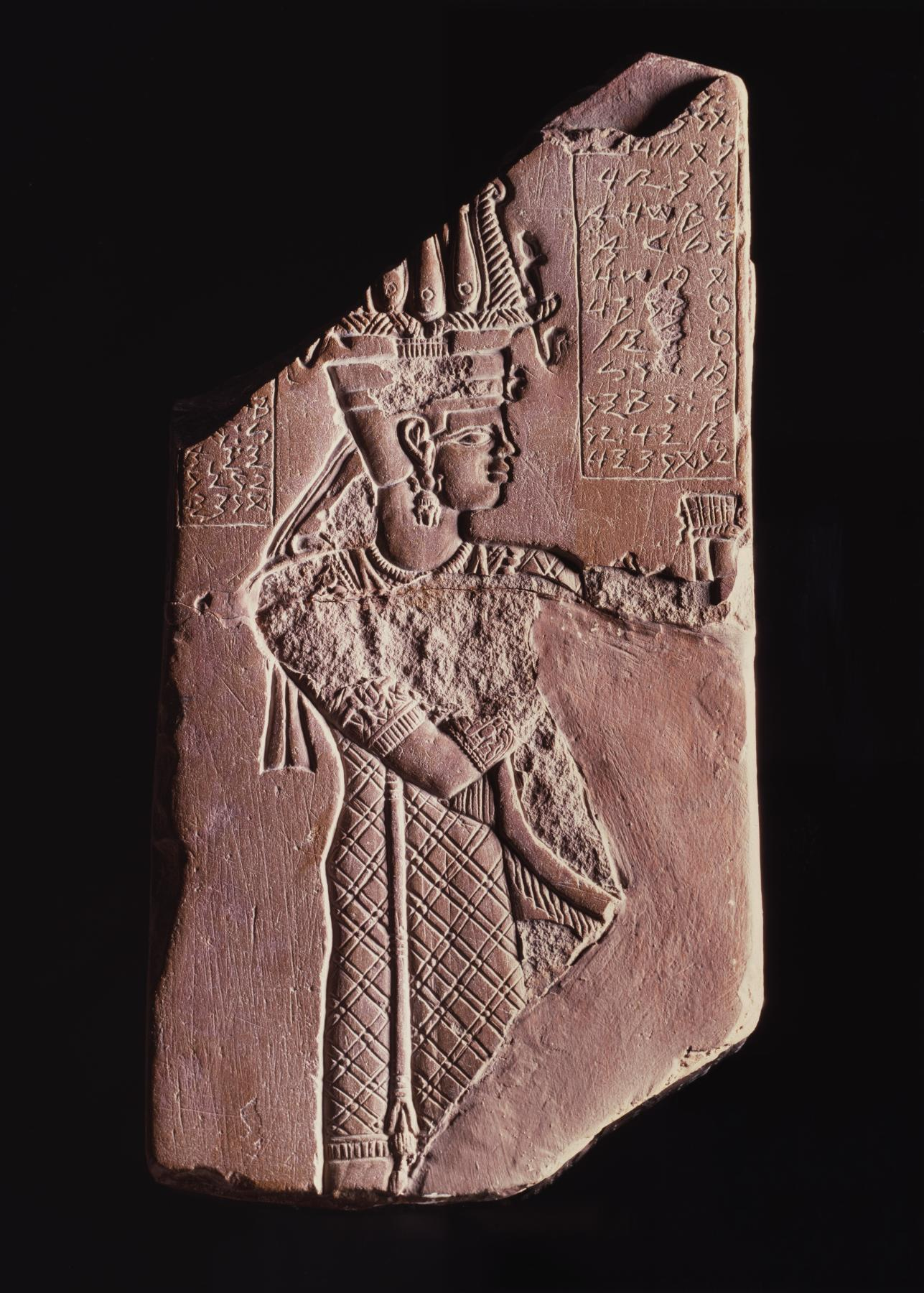
Votivtafel des Königs Tanyidamani

Tanyidamani war ein nubischer König.
Er ist von einer ganzen Reihe von Objekten bekannt, darunter eine große in meroitisch beschriebene Stele vom Berg Barkal und eine kleinere Stele aus dem Apedemaktempel in Meroe. Die große Stele ist der erste lange bekannte Text in meroitisch. Ein Bronzezylinder, der sich in Gebel Barkal fand, ist noch mit ägyptischen Hieroglyphen beschrieben und nennt den Thron- und Eigennamen des Herrschers, die allerdings identisch sind: Tanyidamani. Die meroitischen Inschriften nennen nur einen Namen. Anscheinend wurde mit der Einführung der meroitischen Schrift und Sprache die fünfteilige aus Ägypten stammende Königstitulatur aufgegeben. Sie ist in meroitischen Texten nicht belegt und kommt nur noch vereinzelt vor, wenn spätere Herrscher Texte in ägyptischen Hieroglyphen verfassten. Die Bezeichnung qore in den meroitischen Texten heißt wohl König und scheint der einzige Teil einer Königstitulatur zu sein.
Tanyidamani datiert wohl um 100 v. Chr. Ihm konnte bisher keine Pyramide zugewiesen werden.